# Just for Her
Just for Her è un cortometraggio muto del 1911. Il nome del regista non appare nei titoli del film che, prodotto dalla IMP e distribuito dalla Motion Picture Distributors and Sales Company, era interpretato da William E. Shay e Lucille Young.

## Produzione
Il film fu prodotto da Carl Laemmle per l'Independent Moving Pictures Co. of America (IMP).

## Distribuzione
Il film - un cortometraggio in una bobina - uscì nelle sale il 20 luglio 1911, distribuito dalla Motion Picture Distributors and Sales Company.